# District de Xian'an
Le district de Xian'an (咸安区 ; pinyin : Xián'ān Qū) est une subdivision administrative de la province du Hubei en Chine. Il est placé sous la juridiction de la ville-préfecture de Xianning.

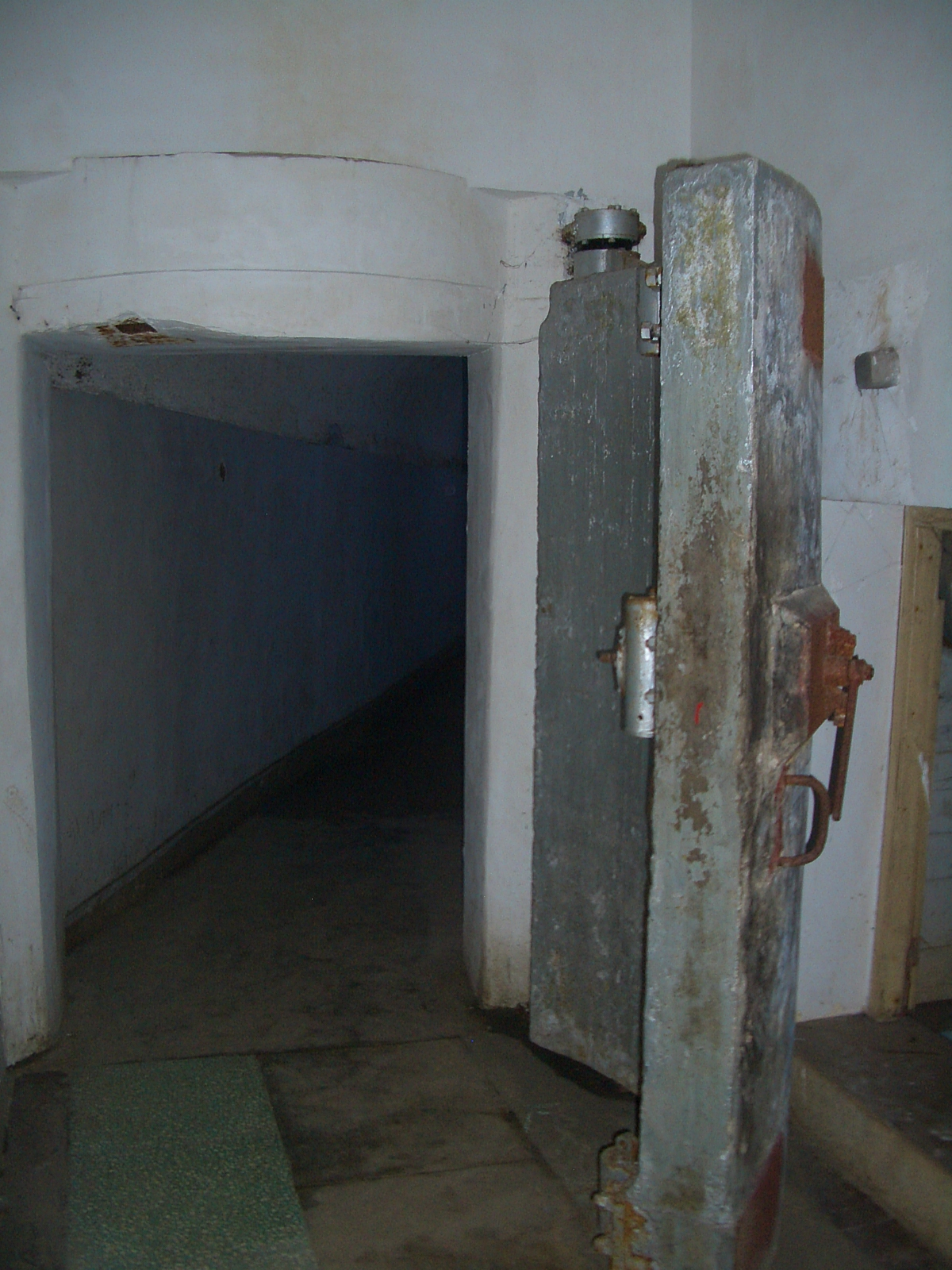
Dans un tunnel sur le site du « Projet 131 »

Le centre-ville de Xianning est situé dans ce district, ainsi que l'ancien centre souterrain de commandement de l'Armée Chinoise ( "Projet 131", "131"地下工程).